# Kanton Dun-le-Palestel
Der Kanton Dun-le-Palestel (okzitanisch Canton Dun) ist seit 1790 ein französischer Wahlkreis im Arrondissement Guéret, im Département Creuse und in der Region Nouvelle-Aquitaine; sein Hauptort ist Dun-le-Palestel.

## Lage
Der Kanton liegt im Nordwesten des Départements Creuse.

## Geschichte
Der Kanton entstand am 15. Februar 1790. Von 1801 bis 2015 gehörten dreizehn Gemeinden zum Kanton Dun-le-Palestel. Mit der Neuordnung der Kantone in Frankreich kamen drei Gemeinden aus dem Kanton La Souterraine und eine Gemeinde aus dem Kanton Bonnat hinzu.

## Gemeinden
Der Kanton besteht aus 17 Gemeinden mit insgesamt 7487 Einwohnern (Stand: 1. Januar 2022) auf einer Gesamtfläche von 352,49 km²:
| Gemeinde                | Einwohner 1. Januar 2022 | Fläche km² | Dichte Einw./km² | Code INSEE | Postleitzahl |
| ----------------------- | ------------------------ | ---------- | ---------------- | ---------- | ------------ |
| Azerables               | 803                      | 39,44      | 20               | 23015      | 23160        |
| Bazelat                 | 229                      | 13,43      | 17               | 23018      | 23160        |
| Colondannes             | 288                      | 10,70      | 27               | 23065      | 23800        |
| Crozant                 | 433                      | 30,52      | 14               | 23070      | 23160        |
| Dun-le-Palestel         | 1.086                    | 9,81       | 111              | 23075      | 23800        |
| Fresselines             | 501                      | 30,78      | 16               | 23087      | 23450        |
| La Celle-Dunoise        | 532                      | 29,11      | 18               | 23039      | 23800        |
| La Chapelle-Baloue      | 118                      | 8,68       | 14               | 23050      | 23160        |
| Lafat                   | 319                      | 21,28      | 15               | 23103      | 23800        |
| Maison-Feyne            | 284                      | 13,27      | 21               | 23117      | 23800        |
| Naillat                 | 667                      | 36,23      | 18               | 23141      | 23800        |
| Nouzerolles             | 97                       | 8,17       | 12               | 23147      | 23360        |
| Sagnat                  | 195                      | 11,81      | 17               | 23166      | 23800        |
| Saint-Germain-Beaupré   | 355                      | 17,06      | 21               | 23199      | 23160        |
| Saint-Sébastien         | 629                      | 24,98      | 25               | 23239      | 23160        |
| Saint-Sulpice-le-Dunois | 570                      | 30,85      | 18               | 23244      | 23800        |
| Villard                 | 381                      | 16,37      | 23               | 23263      | 23800        |
| Kanton Dun-le-Palestel  | 7.487                    | 352,49     | 21               | 2307       | –            |

Bis zur landesweiten Neuordnung der französischen Kantone im März 2015 gehörten zum Kanton Dun-le-Palestel die 13 Gemeinden Colondannes, Crozant, Dun-le-Palestel, Fresselines, La Celle-Dunoise, La Chapelle-Baloue, Lafat, Maison-Feyne, Naillat, Sagnat, Saint-Sébastien, Saint-Sulpice-le-Dunois und Villard. Sein Zuschnitt entsprach einer Fläche von 291,37 km2. Er besaß vor 2015 einen den INSEE-Code 2308.

### Bevölkerungsentwicklung bis 2012
| 1962   | 1968 | 1975 | 1982 | 1990 | 1999 | 2006 | 2012 |
| ------ | ---- | ---- | ---- | ---- | ---- | ---- | ---- |
| 10.160 | 9648 | 8828 | 7967 | 7132 | 6575 | 6536 | 6472 |

## Politik
Bei der Wahl zum Generalrat des Départements Creuse am 22. März 2015 gewann das Gespann Laurent Daulny/Hélène Faivre (UMP) gegen drei weitere Kandidatenpaare aus den Reihen des FN, der PS und des Front de gauche bereits im Ersten Wahlgang mit einem Stimmenanteil von 51,89 % (Wahlbeteiligung:57,03 %).
| Vertreter im conseil général des Départements | Vertreter im conseil général des Départements | Vertreter im conseil général des Départements |
| Amtszeit                                      | Name                                          | Partei                                        |
| --------------------------------------------- | --------------------------------------------- | --------------------------------------------- |
| 1976–1988                                     | Pierre Delille                                | DVD, dann RPR                                 |
| 1988–2001                                     | Roland Aupetit                                | RPR                                           |
| 2001–2008                                     | Jean-Claude Dugenest                          | PS                                            |
| 2008–2015                                     | Laurent Daulny                                | UMP                                           |
| 2015–                                         | Laurent Daulny Hélène Faivre                  | UMP/LR                                        |